# 亨氏
亨氏食品公司（H. J. Heinz Company，通常被称为Heinz）是著名的食品供应商，主要产品包括调味品和餐食两大类。它的第一款产品是辣根酱，随后又推出了泡菜、醋等产品。1896年，公司主人亨利·約翰·亨氏（Henry John Heinz）将当时公司生产的产品归为57类，提出了“57种变化”（57 varieties）的口号，公司至今仍然以这个口号闻名。

## 公司历史
亨氏公司在1869年由当时年仅25岁的亨利·約翰·亨氏在美国宾夕法尼亚州夏普斯堡（Sharpsburg，PA）创建。公司最初的名字是Anchor Pickle and Vinegar Works，由H. J. Heinz和L. C. Noble共同经营。1872年E. J. Noble加入管理团队，整个公司迁往匹兹堡附近，并把公司的名称改为Heinz, Noble & Company。
1875年在一次银行恐慌中亨氏破产，但是在兄弟约翰（John Heinz）和堂兄弟弗雷德里克（Frederick Heinz）的帮助下重新开始了调味品加工的生意。新的公司被命名为F. & J. Heinz，并且推出了公司最著名的产品——亨氏番茄酱。1888年，H. J. 亨氏从兄弟手中购得了整个公司的控股权，公司从此改名为现在的名称——H. J. Heinz Company。
1919年，H. J. 亨氏去世，公司的控制权交给了他的儿子霍华德·亨氏（Howard Heinz），1941年H. J. 亨氏二世（H. J. Heinz II）接管公司。1970年后，亨氏二世的儿子H. J. 亨氏三世（H. J. Heinz III）开始参与公司管理。1992年，亨氏三世因飞机失事而去世，他的遗孀特雷莎·海因茨·克里（Teresa Heinz Kerry）继承了他的巨额遗产。
1995年，特雷莎改嫁了参议员约翰·克里，2004年克里参选美国总统，亨氏公司被某些媒体质疑为克里的参选金库，甚至有共和党的支持者宣称他们将拒绝使用亨氏公司的产品。
2008年，亨氏公司销售额100.7亿美元，销售150多种品牌的1300餘种商品。
2013年2月14日投資大亨巴菲特（Warren Buffett）旗下公司波克夏·哈薩威公司，以及3G Capital將聯手收購亨氏，每股收購價格為72.5美元，相當於232億美元現金。該兩家公司將會各提出45億美元現金供收購之用，至於若計入收購後所承接的債務，收購亨氏的價格將高達280億美元，其為食品業史上最大的收購交易。
巴郡雖出資121億美元，包括買入80億美元亨氏優先股，年息9厘，但營運工作將由3G負責。
2013年2月25日亨氏出售旗下龍鳳食品公司給河南鄭州的三全食品公司，香港國福發展有限公司和亨氏（中國）投資有限公司是美國亨氏有限公司間接控制的子公司，亨氏中國又是香港國福100%控股的子公司。
2013年10月25日，速食連鎖店麥當勞宣布將結束和亨氏公司40年的合作關係，因為亨氏聘請漢堡王前執行長希斯擔任執行長。
2015年3月25日，亨氏與卡夫食品合併成全球第五大食品商卡夫亨氏。合并前，亨氏由3G资本和伯克希尔哈撒韦控股；合併後，亨氏的股東持有新公司51%權益，卡夫的股東则持有新公司49%權益，並獲得合计约100亿美元的派息資金，由3G资本和伯克希尔哈撒韦提供。

## 亨氏廣告攻勢被迫腰斬事件
在2008年6月，亨氏曾經在電視台播出一個電視廣告，尾段有兩個成年男性互吻。此廣告出街後，受到200個英國觀眾的投訴。結果，亨氏這個廣告攻勢被迫腰斬，亨氏承認有問題。 （页面存档备份，存于）